# Huby-Saint-Leu
Huby-Saint-Leu ist eine ehemalige französische Gemeinde mit 840 Einwohnern (Stand: 1. Januar 2022) im Département Pas-de-Calais in der Region Hauts-de-France (vor 2016: Nord-Pas-de-Calais). Sie gehörte zum Arrondissement Montreuil. Die Einwohner werden Saint-Loupois und Saint-Loupoises genannt.
Der Erlass des Präfekten vom 16. Oktober 2024 legte mit Wirkung zum 1. Januar 2025 die Eingliederung von Huby-Saint-Leu als Commune déléguée zusammen mit den früheren Gemeinden Hesdin, Marconne und Sainte-Austreberthe zur Commune nouvelle Hesdin-la-Forêt fest.

## Geografie

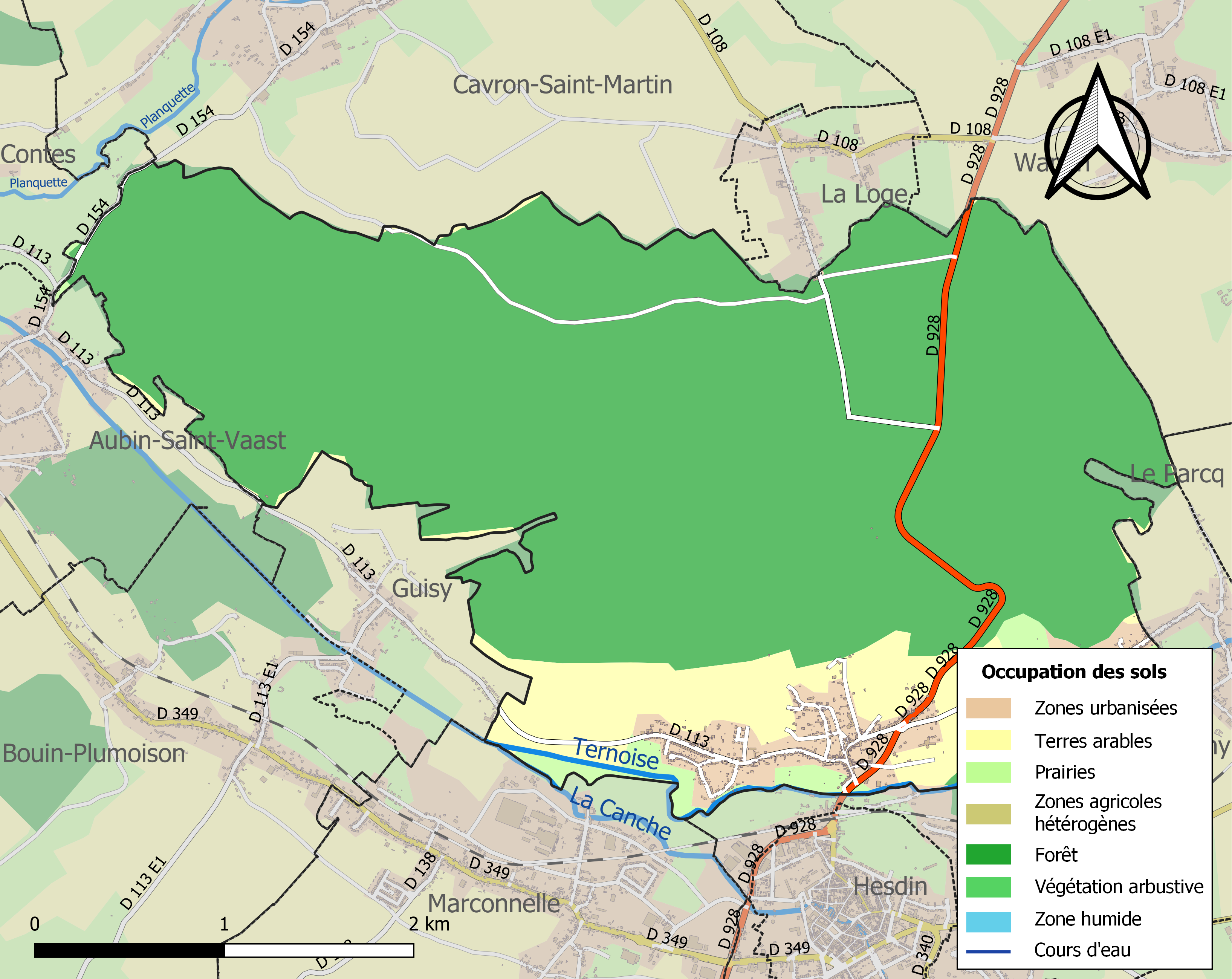
Bodennutzung, Hydrografie und Infrastruktur von Huby-Saint-Leu (2018)

Huby-Saint-Leu liegt etwa 21 Kilometer ostsüdöstlich von Montreuil-sur-Mer und etwa 54 Kilometer westnordwestlich von Arras in der historischen Provinz des Artois. Das Ortsgebiet wird entwässert von der Ternoise, die es im Süden begrenzt. Das Zentrum von Huby-Saint-Leu liegt auf etwa 27 m Höhe. Das Relief des Ortsgebiets steigt vom Ternoise-Tal von 21 m Höhe nach Norden hin stetig an mit einer maximalen Erhebung von 118 m.
Teile des Gebiets von Huby-Saint-Leu gehören zu den ZNIEFF-Naturzonen „La basse Vallée de la Canche et ses versants en aval d’Hesdin“ (310013699), „Forêt domaniale d’Hesdin et ses lisières“ (310007265) und „Marais communal d’Huby-Saint-Leu“ (310030088). Rund 82 % der Fläche von Huby-Saint-Leu sind bewaldet, vor allem durch die Forêt domaniale d’Hesdin, rund 13 % werden landwirtschaftlich genutzt, rund 5 % entfallen auf bebaute Flächen (Stand: 2018).
Umgeben wird Huby-Saint-Leu von den Nachbargemeinden Cavron-Saint-Martin und La Loge im Norden, Wamin im Nordosten, Le Parcq und Grigny im Osten und Südosten, der Commune déléguée Marconne im Süden und den Nachbargemeinden Marconnelle im Südwesten, Guisy und Aubin-Saint-Vaast im Westen sowie Contes im Nordwesten.

## Geschichte
Der Domänenforst behergte einst Jagdmannschaften, wie die Grafen von Flandern und der Herzöge von Burgund. 1453 verbrachte Philipp der Gute, der sich in Frankreich aufhielt, den Winter in Lille, aber als der Ruf der Natur im Frühling kam, ließ er sich in den 7 Tälern nieder, insbesondere auf dem Gebiet von Hesdin, bekannt für seinen Wald und seine Flüsse. Dieser Ort ermöglichte es ihm, sich durch Jagd zu entspannen. Huby bedeutet „Meierhof“.
Lupus von Sens, französisch Saint Leu, Erzbischof von Sens, von König Chlothar II. verbannt, überquerte die Gegend, um das „gute Wort“ zu predigen, sein Name blieb an das Dorf gebunden.
Name des Orts im Lauf der Jahrhunderte: Hubi von 1112 bis 1507, Le Mont Huby-Les-Hesdin 1507, Saint-Loup 1587, Saint-Leu von 1639 bis 1793, Le Mont Blanc 1793, Huby-Saint-Leu ab 1801.

## Bevölkerungsentwicklung
| Jahr                       | 1962 | 1968 | 1975 | 1982 | 1990 | 1999 | 2006 | 2013 | 2022 |
| -------------------------- | ---- | ---- | ---- | ---- | ---- | ---- | ---- | ---- | ---- |
| Einwohner                  | 601  | 718  | 868  | 926  | 1010 | 967  | 957  | 934  | 840  |
| Quellen: Cassini und INSEE |      |      |      |      |      |      |      |      |      |

## Sehenswürdigkeiten
- Kirche Saint-Leu aus dem 15. Jahrhundert, seit 1930 als Monument historique eingeschrieben. Sie birgt zahlreiche Ausstattungsgegenstände, die in der Base Palissy gelistet sind, darunter eine große Anzahl, die als Monument historique der beweglichen Objekte klassifiziert sind.

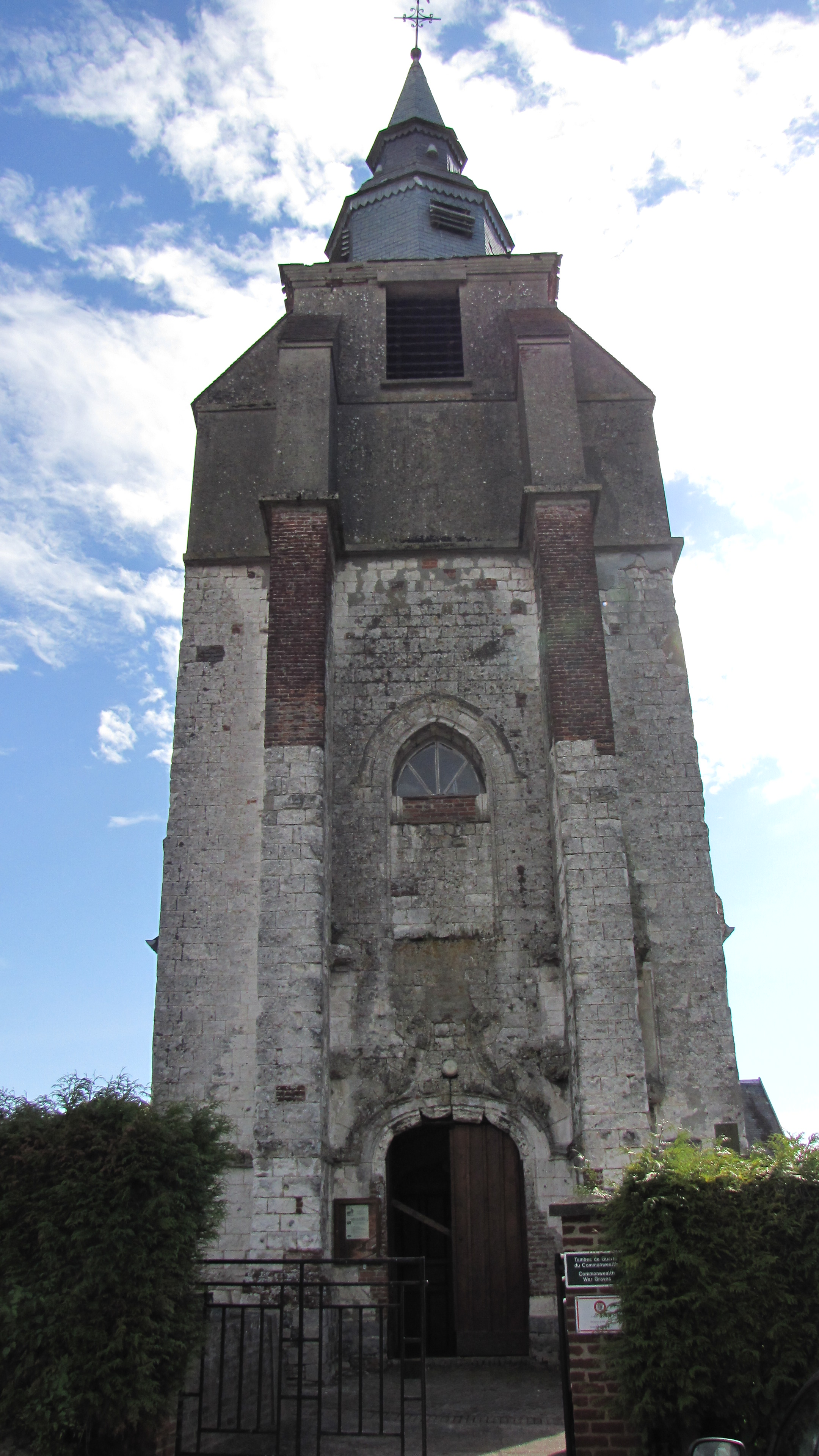
Glockenturm der Kirche Saint-Leu
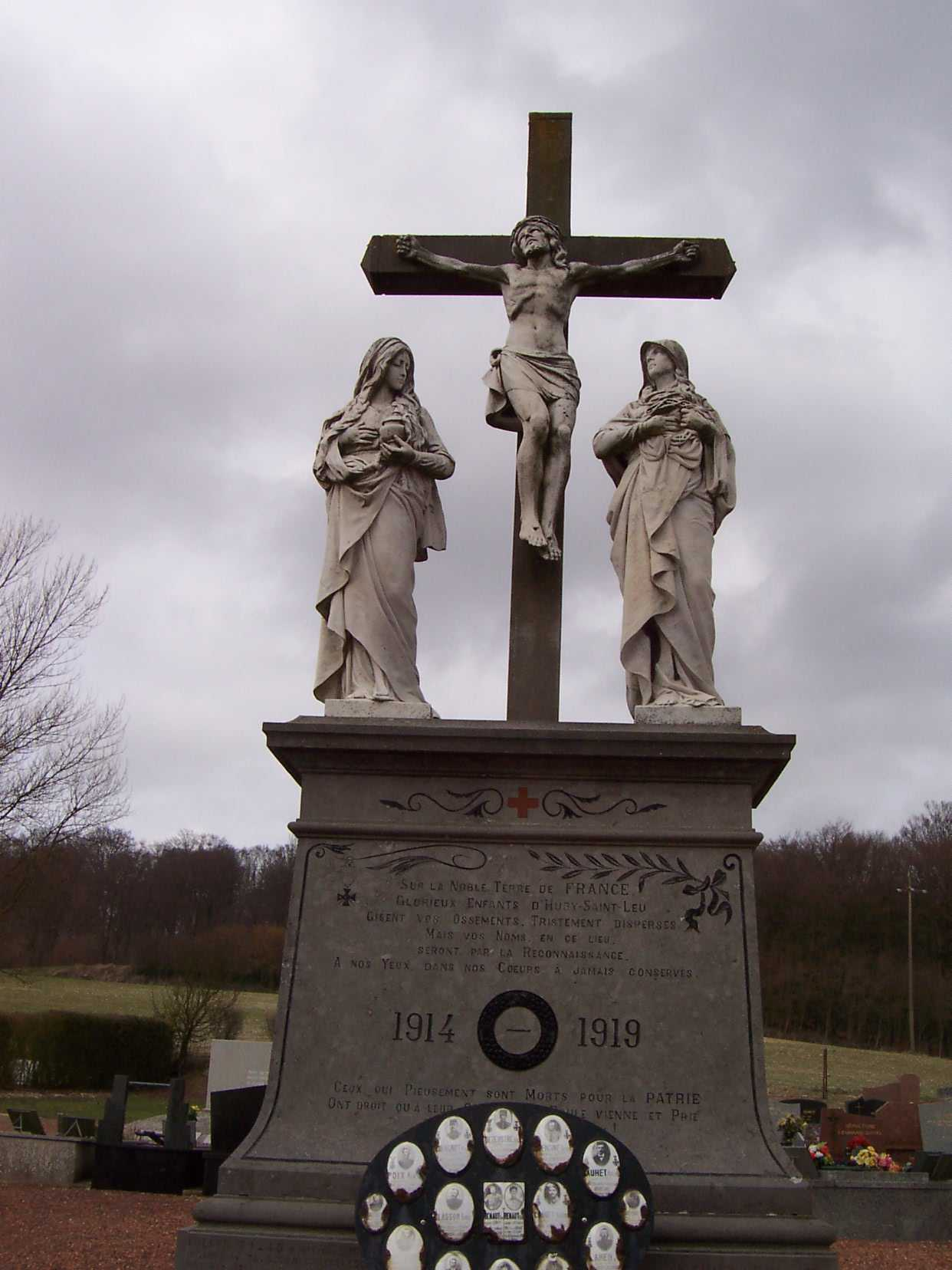
Gefallenendenkmal

## Persönlichkeiten
- Robert Duterque (1907–1945), französischer Gewerkschafter und Widerstandskämpfer, geboren in Huby-Saint-Leu